# Gianni Ocleppo
Gianni Ocleppo (ur. 6 kwietnia 1957 w Turynie) – włoski tenisista, reprezentant w Pucharze Davisa.

## Kariera tenisowa
Zawodowym tenisistą był w latach 1975–1987.
W grze pojedynczej wygrał 1 turniej rangi ATP World Tour oraz osiągnął 3 finały. W deblu triumfował w 2 imprezach ATP World Tour oraz przegrał 5 finałów.
W latach 1980–1986 reprezentował Włochy w Pucharze Davisa. W 1980 został wspólnie z zespołem narodowym finalistą edycji przegrywając finał z Czechosłowacją. Ocleppo poniósł porażkę w piątym meczu z Ivanem Lendlem, jednak nie miał ten wynik wpływu na końcowy rezultat rywalizacji, ponieważ Czechosłowacy zapewnili sobie wcześniej zwycięstwo w turnieju.
W rankingu gry pojedynczej najwyżej był na 30. miejscu (7 grudnia 1979), a w klasyfikacji gry podwójnej na 53. pozycji (25 maja 1987).

### Finały w turniejach ATP World Tour
| Legenda                                      |
| -------------------------------------------- |
| Wielki Szlem                                 |
| Igrzyska olimpijskie                         |
| Tennis Masters Cup / ATP Finals              |
| ATP Masters Series / ATP Tour Masters 1000   |
| ATP International Series Gold / ATP Tour 500 |
| ATP International Series / ATP Tour 250      |

#### Gra pojedyncza (1–3)
| Końcowy wynik | Nr | Data             | Turniej  | Nawierzchnia    | Przeciwnik     | Wynik finału  |
| ------------- | -- | ---------------- | -------- | --------------- | -------------- | ------------- |
| Finalista     | 1. | 25 grudnia 1979  | Bolonia  | Dywanowa (hala) | Butch Walts    | 3:6, 2:6      |
| Finalista     | 2. | 23 marca 1980    | Metz     | Dywanowa (hala) | Gene Mayer     | 3:6, 3:6, 0:6 |
| Finalista     | 3. | 22 września 1980 | Bordeaux | Ceglana         | Mario Martínez | 0:6, 5:7, 5:7 |
| Zwycięzca     | 1. | 30 marca 1981    | Linz     | Twarda (hala)   | Mark Edmondson | 7:5, 6:1      |

#### Gra podwójna (2–5)
| Końcowy wynik | Nr | Data                | Turniej   | Nawierzchnia | Partner                   | Przeciwnicy                     | Wynik finału  |
| ------------- | -- | ------------------- | --------- | ------------ | ------------------------- | ------------------------------- | ------------- |
| Zwycięzca     | 1. | 16 czerwca 1980     | Wiedeń    | Ceglana      | Christophe Roger-Vasselin | Pavel Složil Tomáš Šmíd         | walkower      |
| Zwycięzca     | 2. | 8 września 1980     | Palermo   | Ceglana      | Ricardo Ycaza             | Víctor Pecci Balázs Taróczy     | 6:2, 6:2      |
| Finalista     | 1. | 22 września 1980    | Bordeaux  | Ceglana      | Ricardo Ycaza             | John Feaver Gilles Moretton     | 3:6, 2:6      |
| Finalista     | 2. | 9 marca 1981        | Kair      | Ceglana      | Paolo Bertolucci          | Ismail El Shafei Balázs Taróczy | 7:6, 3:6, 1:6 |
| Finalista     | 3. | 5 października 1986 | Palermo   | Ceglana      | Claudio Mezzadri          | Paolo Canè Simone Colombo       | 5:7, 3:6      |
| Finalista     | 4. | 19 kwietnia 1987    | Nicea     | Ceglana      | Claudio Mezzadri          | Sergio Casal Emilio Sánchez     | 4:6, 3:6      |
| Finalista     | 5. | 24 maja 1987        | Florencja | Ceglana      | Paolo Canè                | Wolfgang Popp Udo Riglewski     | 4:6, 3:6      |